# Livin' Sacrifice
Livin' Sacrifice var ett svenskt punkband som startades i Hjulsta, Spånga den 12 oktober 1978. De första månaderna hette bandet Target.

## Medlemmar
- Maria Landberg (idag Mia Tern) – gitarr och sång
- Marie Dagerborn (idag Marie Skoglund) – gitarr och sång
- Marianne Hall – bas
- Anne-Lie Pupponen – trummor

1979 ändrades sättningen till Maria Landberg, trummor, och Flavia Canel, gitarr och sång. 
1980 ändrades sättningen till Maria Landberg, gitarr och sång, Helen Jennervall, trummor. Med denna sättning gjorde bandet sin första skiva, EP:n San på bolaget Rosa Honung hösten 1980. Piero Mengarelli (gitarrist i Neon Rose) producerade. Efter inspelningen slutade Helen Jennervall och ersattes av Peter (Linsen) Lindström. 
Våren 1981 slutade Peter Lindström och ersattes av Stefan Ytterborn. 
Hösten 1981 ersattes Stefan Ytterborn av Sverker Hemring. Hösten 1981 turnerade bandet samt spelade in LP:n Levande offer. I samband med en filminspelning för Trygg Hansa gjordes singeln Rocker/Fuck off. 
I juni 1982 spelade Livin' Sacrifice på Kulturföreningen Rosa Honungs festival sedan lades bandet tillfälligt ned. Marie Dagerborn och Flavia Canel jammade på en fest 1983 men först 1984 återbildades Livin' Sacrifice med Maria Landberg, Marianne Hall, Flavia Canel och Martina Axén på trummor. 1985 bytte Livin' Sacrifice namn till Afrodite vilket också kom att stavas Aphrodite.